# 白鹤滩街道
白鹤滩街道，是中华人民共和国云南省昭通市巧家县下辖的一个街道办事处。
2021年3月18日，云南省人民政府批复同意撤销白鹤滩镇，析置白鹤滩街道和玉屏街道，8月31日正式成立。

## 行政区划
白鹤滩街道下辖以下地区：
金沙社区、龙湾社区、黎明社区、巧家营社区、野鸭村、大沟村、旧营村、核桃村、水塘村、松梁村、回龙村、大竹村、阿噜村、棉纱村、鱼坝村。